# 挪威廣播公司古典電台
挪威廣播公司古典電台（挪威語：NRK Klassisk）是挪威廣播公司一條於1995年開播的電台頻道，為全球首條以數碼聲音廣播方式向外播放的電台頻道。這條頻道主要播放各國古典音樂和其相關節目，並只有六名負責早上直播節目的員工，其餘時間則會由電腦系統依據預先準備的清單自動播放音樂。